# Alzano Lombardo

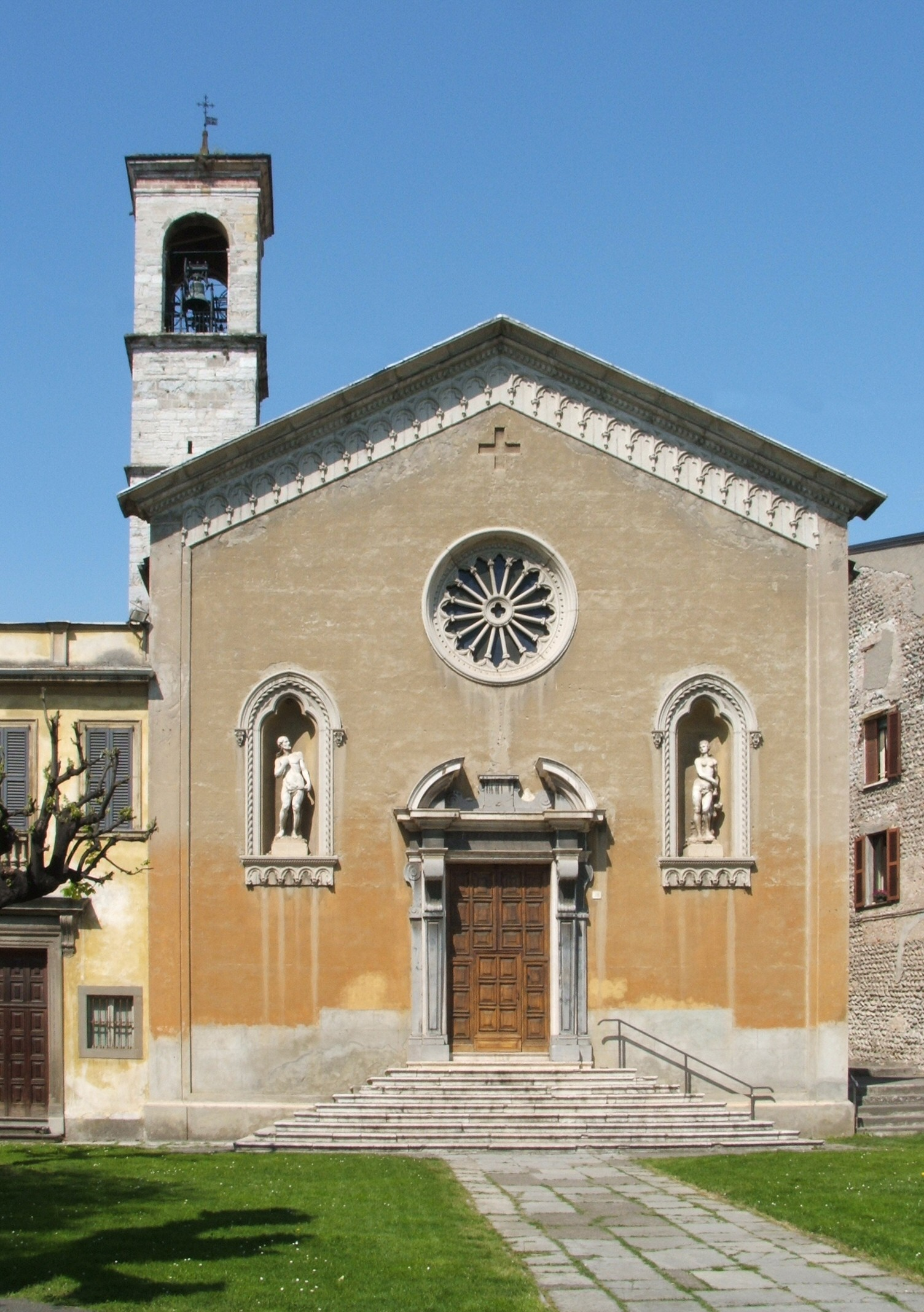
Alzano Lombardo

Alzano Lombardo – miejscowość i gmina we Włoszech, w regionie Lombardia, w prowincji Bergamo.
Według danych na styczeń 2009 gminę zamieszkiwało 13 558 osób przy gęstości zaludnienia 1009,5 os./1 km².
Z Alzano Lombardo pochodzi Vera Carrara, włoska kolarka torowa i szosowa, medalistka mistrzostw świata.